# Белмонте Пичено
Белмо̀нте Пичѐно (на италиански: Belmonte Piceno, на местен диалект Vermònde, Вермонде) е село и община в Централна Италия, провинция Фермо, регион Марке. Разположено е на 312 m надморска височина. Населението на общината е 683 души (към 2011 г.).
До 2004 г. общината е част от провинция Асколи Пичено, когато участва в новата провинция Фермо.